# Biton cursorius
Biton cursorius es una especie de arácnidos de la familia Daesiidae, en el orden Solifugae.

## Distribución geográfica
Se encuentra en Togo.